# ニコス・スピロプーロス
ニコラオス・"ニコス"・スピロプーロス（ギリシア語: Νικόλαος "Νίκος" Σπυρόπουλος, ラテン文字表記: Nikolaos "Nikos" Spyropoulos, 1983年10月10日 - ）は、ギリシャ・アテネ出身の元同国代表サッカー選手。現役時代のポジションはDF、MF。

## 経歴

### クラブ
2001年、PASヤニナFCにてプロデビューを果たした。ここで4シーズンに渡ってプレーし徐々に定位置を確保、才能を開花させる。
2004年にはパニオニオスFCに引き抜かれるも、すぐにパナシナイコスFCの目に留まり2005年にアレクサンドロス・ツィオリスやヴァンゲリス・マンツィオスと共に一旦は移籍契約にサインする。ところが、メディカルチェックにてエピテストステロンの値に異常が認められ、この移籍話は白紙に戻された。
結局ツィオリスやマンツィオスから遅れること3シーズン、2008年にパナシナイコスへと移籍。レギュラーを確保した。
2013-14シーズン後半はセリエAのACキエーヴォ・ヴェローナでプレーしたが、負傷の影響もあり初の国外挑戦ではリーグ2試合の出場に留まった。
翌シーズンよりPAOKテッサロニキに加入し母国へ復帰。2014-15シーズンを以て契約満了に伴いクラブを退団した。

### 代表
ギリシャ代表としては、2007年に初招集を受ける。すると、左サイドバックからの積極果敢な攻撃参加を認められ、レギュラーに定着。2010年9月3日のEURO2012予選、ジョージア戦では試合を引き分けに持ち込む同点弾となる代表初得点を挙げた。その後はゲオルギオス・ツァヴェラス、ジャニス・ザラドゥカスと併用されながらも4試合に出場した。しかし、2012年に入ってからはホセ・ホレバスが台頭し始め、そのためベンチを温める機会が増えた。確実視されていた本大会のエントリーメンバーから落選する結果となった。

## 代表歴

### 出場大会
- ギリシャ代表
  - 2010 FIFAワールドカップ

### 試合数
- 国際Aマッチ 35試合 2得点（2007年-2013年）[4]

| ギリシャ代表 | 国際Aマッチ | 国際Aマッチ |
| 年           | 出場        | 得点        |
| ------------ | ----------- | ----------- |
| 2007         | 1           | 0           |
| 2008         | 8           | 0           |
| 2009         | 7           | 0           |
| 2010         | 7           | 1           |
| 2011         | 4           | 0           |
| 2012         | 6           | 1           |
| 2013         | 2           | 0           |
| 通算         | 35          | 2           |

## タイトル
パナシナイコス
- ギリシャ・スーパーリーグ : 2009-10
- キペロ・エラーダス : 2010